# Zubajr Amiri
Zubajr Amiri (pers. ‏زبیر امیري‎; ur. 2 maja 1990 w Kabulu) – niemiecko–afgański piłkarz, reprezentant Afganistanu.